# Рок-Айленд (округ)
Рок-А́йленд (англ. Rock Island County) — округ в штате Иллинойс, США. Официально образован в 1831 году. По состоянию на 2010 год, численность населения составляла 152 046 человек.

## География
По данным Бюро переписи США, общая площадь округа равняется 1 168,091 км2, из которых 1 108,521 км2 — суша, и 24,000 км2, или 5,200 % — это водоёмы.

## Население
По данным переписи населения 2000 года в округе проживает 149 374 жителя в составе 60 712 домашних хозяйств и 39 159 семей. Плотность населения составляет 135,00 человек на км2. На территории округа насчитывается 64 489 жилых строений, при плотности застройки около 58,00-ми строений на км2. Расовый состав населения: белые — 85,52 %, афроамериканцы — 7,54 %, коренные американцы (индейцы) — 0,27 %, азиаты — 1,02 %, гавайцы — 0,03 %, представители других рас — 3,76 %, представители двух или более рас — 1,86 %. Испаноязычные составляли 8,56 % населения независимо от расы.
В составе 28,90 % из общего числа домашних хозяйств проживают дети в возрасте до 18 лет, 49,10 % домашних хозяйств представляют собой супружеские пары, проживающие вместе, 11,60 % домашних хозяйств представляют собой одиноких женщин без супруга, 35,50 % домашних хозяйств не имеют отношения к семьям, 30,20 % домашних хозяйств состоят из одного человека, 12,50 % домашних хозяйств состоят из престарелых (65 лет и старше), проживающих в одиночестве. Средний размер домашнего хозяйства составляет 2,38 человека, и средний размер семьи — 2,97 человека.
Возрастной состав округа: 23,80 % — моложе 18 лет, 10,00 % — от 18 до 24, 27,30 % — от 25 до 44, 23,80 % — от 45 до 64, и 23,80 % — от 65 и старше. Средний возраст жителя округа — 38 лет. На каждые 100 женщин приходится 94,40 мужчин. На каждые 100 женщин старше 18 лет приходится 91,40 мужчин.
Средний доход на домохозяйство в округе составлял 38 608 USD, на семью — 47 956 USD. Среднестатистический заработок мужчины был 35 998 USD против 24 234 USD для женщины. Доход на душу населения составлял 20 164 USD. Около 8,10 % семей и 10,70 % общего населения находились ниже черты бедности, в том числе — 15,70 % молодежи (тех, кому ещё не исполнилось 18 лет) и 6,80 % тех, кому было уже больше 65 лет.